# 움벨트
야콥 폰 웩스쿨( Jakob von Uexküll)과 토마스 A. 세벡 (Thomas A. Sebeok)의 기호학 이론에 따르면, 움벨트(복수:umwelten)는 환경이나 주변환경을 의미한다. 또한 인간이나 동물에 있어서 의사소통이나 의미성을 연구하는 핵심이다.  벨트가 객관적인 세계라고 본다면 움벨트 용어는 주로 자기 중심적 세계라고 번역이 된다. 주관적으로 인식하는 현실로서의 세계라고 할 수 있다.
생리학자 야곱 폰 웩스쿨은 1957년에 『동물과 인간 세계로의 산책』을 쓴 그는 곤충이나 동물 자신들이 인식하는 세계관을 그려보았다. 따라서 움벨트는 모든 동물이 공유하는 경험이 아니라 개개의 동물들 각각 자신들이 느끼는 감각세계가 바로 움벨트이다.

## 같이 보기
- 인식환경
- 실존적 치료
- 현상학
- 감각질
- 세계관

## 참고 문헌
- Kull, Kalevi (1998). "On Semiosis, Umwelt, and Semiosphere". Semiotica. 120 (3/4): 299–310.
- Naming Natureby Carol Kaesuk Yoon
- Augustin, Prisca 2009. Translating Jakob von Uexküll — Reframing Umweltlehre as biosemiotics. Sign Systems Studies 37(1/2): 281–298.